# Žlučové kyseliny
Žlučové kyseliny jsou steroidní sloučeniny, které vznikají oxidací cholesterolu. Jak název napovídá, jsou obsaženy ve žluči a tvoří její největší organickou složku. Tyto kyseliny hrají významnou roli při trávení lipidů, v metabolismu cholesterolu a jeho odstraňování z organismu.
Primárními žlučovými kyselinami jsou kyselina cholová a chenodeoxycholová. Tyto kyseliny vznikají v hepatocytech syntézou z cholesterolu. Regulace jejich vzniku je založena na principu zpětné vazby, pokud je jejich koncentrace vysoká, jejich syntéza je brzděna a naopak je urychlena jejich sekrece do žluče.
V krvi se žlučové kyseliny transportují vázané na bílkoviny. V portální krvi je vysoká koncentrace žlučových kyselin, která se však snižuje činností jater. Pokud pracují správně, dokáží odstranit z krve až 80 % kyseliny cholové a 60 % kyseliny chenodeoxycholové během jednoho průtoku. Tato schopnost je využívána jako indikátor jaterní funkce.